# Antonio Veranzio
Antonio Veranzio (in latino Antonius Verantius, in croato Antun Vrančić, in ungherese Antal Verancsics, in polacco Anton Wranczy; Sebenico, 29 maggio 1504 – Prešov, 15 giugno 1573) è stato un cardinale e arcivescovo cattolico italiano, originario della Dalmazia, nominato cardinale da papa Gregorio XIII.

## Biografia
Veranzio studiò a Padova, Vienna e Cracovia.
Il 3 agosto 1554 fu eletto vescovo di Pécs e trasferito ad Eger il 17 luglio 1560, ma fu ordinato vescovo solo il 21 settembre 1561.
Nell'agosto 1567, circa un anno dopo la conquista ottomana di Szigetvár, fu inviato ad Istanbul, insieme allo stiriano Christoph Teuffenbach, per un'ambasciata al sultano Selim II da parte dell'imperatore Massimiliano II, riguardante l'inizio di negoziati di pace fra la Monarchia asburgica e l'Impero ottomano.
Fu promosso alla sede primaziale e metropolitana di Esztergom il 25 settembre 1570.
Papa Gregorio XIII lo elevò al rango di cardinale il 5 giugno 1573; morì pochi giorni dopo, prima di averne ricevuto notizia.
Suo nipote fu l'umanista e inventore dalmata Fausto Veranzio.

## Genealogia episcopale
La genealogia episcopale è:
- Arcivescovo Miklós Oláh
- Cardinale Antonio Veranzio